# SV 't Groene Hart
SV 't Groene Hart (voorheen Dagschutters Vereniging Nieuwkoop, afgekort DVN) is een Nederlandse schietsportvereniging uit Nieuwkoop. DVN werd opgericht in 1994 en groeide van 20 leden uit tot een van de grootste schietsportverenigingen van Nederland.
De vereniging is lid van de KNSA onder nummer 2235. Het huurt banen van VDW Schietsportcentrum Nieuwkoop.
Op 9 april 2011 werden door een lid van de Dagschutters Vereniging Nieuwkoop, Tristan van der Vlis, zes mensen gedood in het winkelcentrum De Ridderhof te Alphen aan den Rijn. Na zijn daad pleegde de dader zelfmoord.